# 定林寺 (南京市)
定林寺（じょうりんじ）は、中華人民共和国江蘇省南京市江寧区方山北麓にある仏教寺院。現寺は2004年の所建である。

## 歴史
定林寺は、南朝宋の創建で、当時は下定林寺と称した。南宋の乾道年間の火難で、寺は全焼した。僧侶の善鑒は寺院を再建した。現在地に移転した。

## 伽藍
山門、天王殿、大雄宝殿、鐘楼、鼓楼、定林寺塔。定林寺塔は南宋の乾道九年（1173年）に建てられました。七級八面の木造楼閣式塔で、仏像を専用に供えるので、登臨できません。塔の高さは14.5メートルで、一階の直径は3.45メートルです。